# Antonin Durand
Pour les articles homonymes, voir Durand (patronyme).
Antonin Pierre Durand, né à Camplong (Hérault) le 18 août 1840 et mort à Paris le 17 novembre 1928, est un architecte français.

## Biographie
Élève d'Honoré Daumet, il expose au Salon des artistes français dès 1882 et y obtient une médaille de 3e classe en 1889 et une médaille de 2e classe en 1891, année où il passe en hors-concours. 
Il obtient en 1875 la construction de l'école et de l'asile puis, en 1893, remporte un concours qui lui permet de construire l'église Saint-Bruno à Grenoble.
Il est nommé chevalier de la Légion d'honneur le 17 janvier 1908. 
Une place de Camplong a été nommée en son honneur. 
Il est inhumé au cimetière du Père-Lachaise. 

## Réalisations

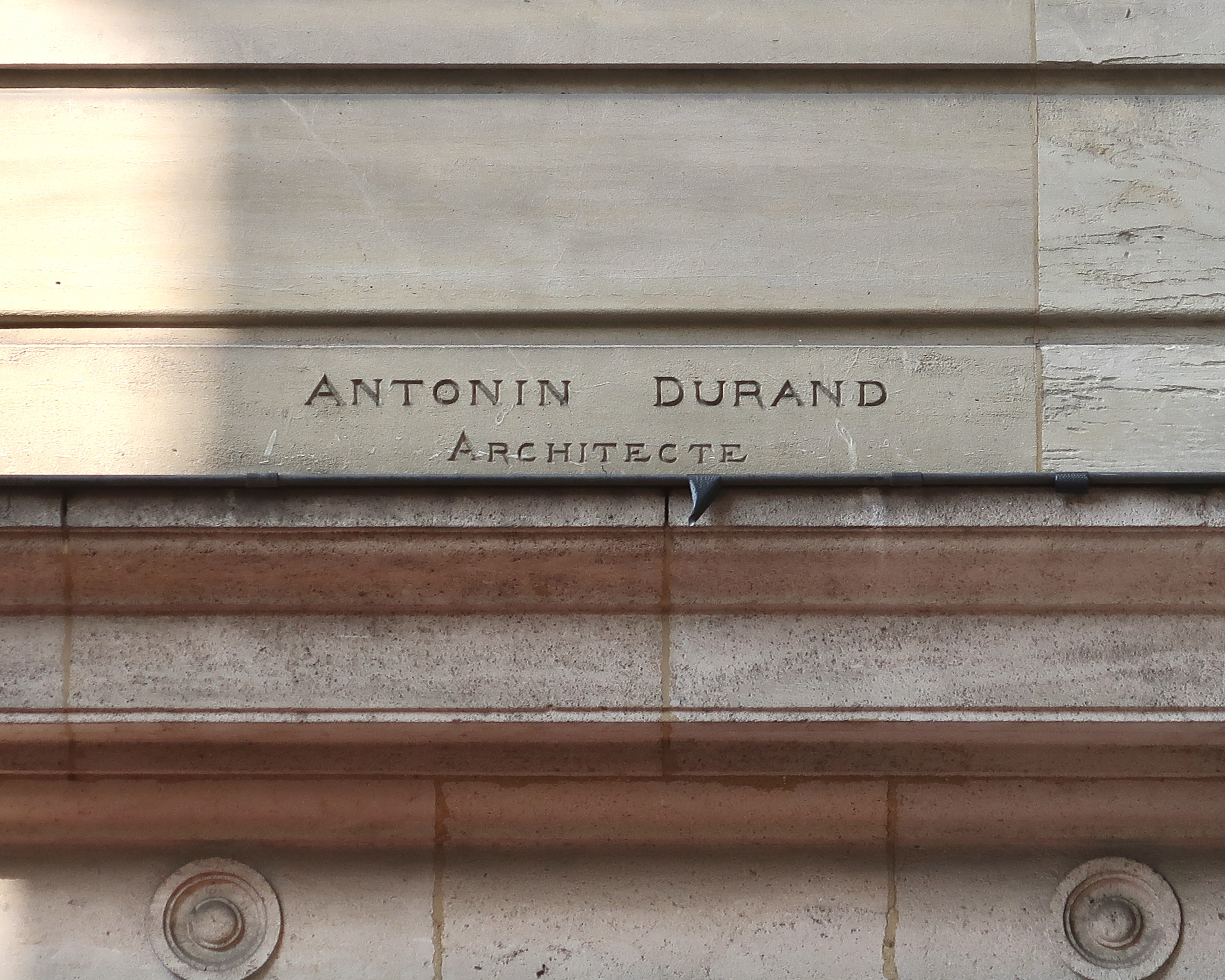
Inscription sur la façade de la caserne d'Auteuil.

- Caserne d'Auteuil, 2-4 rue François-Millet (16e arrondissement de Paris)